# ماکسیم ایگلینسکی
ماکسیم ایگلینسکی (قزاقی: Максим Иглинский؛ زادهٔ ۱۸ آوریل ۱۹۸۱) دوچرخه‌سوار اهل قزاقستان است.
از باشگاه‌هایی که در آن رکاب زده‌است می‌توان به تیم آستانه اشاره کرد.